# Ica (região)
Ica é uma das 25 regiões do Peru, sua capital é a cidade de Ica.

## Províncias (capital)
|  | 1. Chincha (Chincha Alta) 2. Ica (Ica) 3. Nazca (Nazca) 4. Palpa (Palpa) 5. Pisco (Pisco) |

1. ↑  «ShieldSquare Captcha» (PDF). www.bcrp.gob.pe (em inglês). Consultado em 7 de abril de 2022
2. ↑  «Ica região» (PDF)